# Johann Jacob Rabe
Johann Jacob Rabe (geboren am 16. Januar 1710 in Lindflur; gestorben am 12. Februar 1798 in Ansbach) war Stadtpfarrer in Ansbach und Übersetzer rabbinischer Literatur in die deutsche Sprache.

## Leben
1723 kam er an die Schule von Windsheim, und 1726 an die Universität nach Altdorf. 1729 wechselte er nach Jena. Ab 1731 war er Hofmeister im Hause des Freiherrn von Seckendorf und 1735 1Markgräflich Ansbachischer Feld- und Kasernenprediger. Ab 1741 wirkte er in Ansbach.
In Ansbach war er Stadtpfarrer und Konsistorialrat, 1790 wurde er Generalsuperintendent.

## Werke
- Mischnah oder Text des Talmuds; aus dem Ebräischen Uebersetzt, Umschreiben und mit Anmerkungen Erläutert, Ansbach 1760
- Der Prediger Salomo, mit einer kurzen und zureichenden Erklärung nach dem Wortverstande zum Nutzen der Studirenden von dem Verfasser des 'Phädon'; aus dem Hebräischen Uebersetzt von dem Uebersetzer der Mischnah, Ansbach 1771
- Der Talmudische Traktat Berachoth von den Lobsprüchen, als das Erste Buch im Ersten Theil nach der Hierosolymitischen und Babylonischen Gemara; aus dem Ebräischen Uebersetzt und mit Anmerkungen Erläutert, Halle 1777
- Der Talmudische Traktat Peah von dem Ackerwinkel, Uebersetzt und Erläutert, Nebst einer Abhandlung von Versorgung der Armen, Ansbach 1781